# كأس سلوفينيا 1998–99
كأس سلوفينيا 1998–99 هو موسم من كأس سلوفينيا. كان عدد الأندية المشاركة فيه 32، وفاز فيه نادي ماريبور.